# Psittaculirostris desmarestii
El lorito de Desmarest (Psittaculirostris desmarestii) es una especie de ave psitaciforme de la familia Psittaculidae endémica de Nueva Guinea y alguna isla menor aledaña. Su hábitat natural son las selvas húmedas tropicales y los manglares.

## Descripción
El lorito de Desmarest mide alrededor de 18 cm de largo. Su plumaje es predominante verde en el cuerpo, amarillento en las partes inferiores, mientras que sus mejillas y garganta son de color amarillo intenso, su frente roja y su píleo anaranjado. Presenta una pequeña mancha azul bajo los ojos, y también son azules la franja que tiene en la parte superior del pecho, y la mancha que se prolonga desde las axilas por las coberteras inferiores de las alas. Su pico es negro y sus ojos oscuros. Los machos y las hembras tienen un aspecto externo similar, y los juveniles se parecen a los adultos pero con una coloración más apagada.

## Taxonomía
Se reconocen seis subespecies.
- Psittaculirostris desmarestii blythii (Wallace, 1864);
- Psittaculirostris desmarestii occidentalis (Salvadori, 1876);
- Psittaculirostris desmarestii desmarestii (Desmarest, 1826);
- Psittaculirostris desmarestii intermedius (van Oort, 1909);
- Psittaculirostris desmarestii godmani (Ogilvie-Grant, 1911);
- Psittaculirostris desmarestii cervicalis (Salvadori & D'Albertis, 1875).